# Apogonalia fractinota
Apogonalia fractinota är en insektsart som beskrevs av Fowler 1899. Apogonalia fractinota ingår i släktet Apogonalia och familjen dvärgstritar. Inga underarter finns listade i Catalogue of Life.